# Palazzo della Banca d'Italia (Firenze)
Il Palazzo della Banca d'Italia è un edificio del centro storico di Firenze, situato tra via dell'Oriuolo 37-39 e borgo degli Albizi 24.  Il palazzo è dal 1914 sottoposto a vincolo architettonico.

## Storia e descrizione

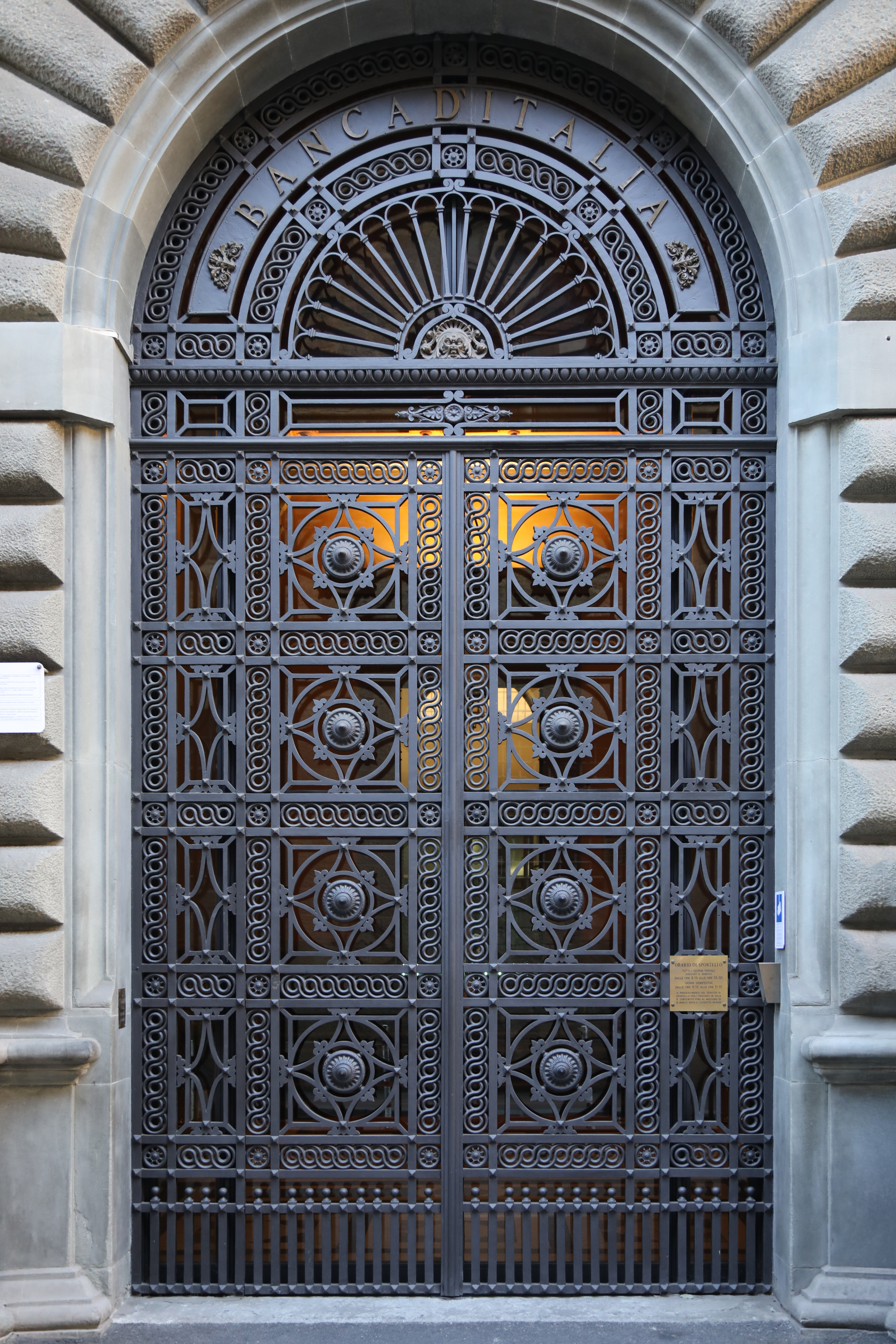
Portale con grata su via dell'Oriuolo

### Preesistenze
Il grande edificio sorge nell'area occupata in antico dal così detto "Orto" o "Paradiso de' Pazzi", un giardino con annessi al quale si accedeva da un portale sormontato da uno scudo con l'arme di famiglia realizzato da Donatello, che si estendeva da borgo degli Albizi (dove erano alcune case della famiglia de' Pazzi) fino a quest'ultimo tratto di via dell'Oriuolo, allora denominata via Buia, in ragione della strozzatura che si determinava tra le mura del Paradiso e le alte case dei Bischeri e dei Guadagni.

### La costruzione del palazzo
Ampliata la strada tra il 1860 e il 1861 su progetto dell'ingegnere comunale Federico Gatteschi, negli anni di Firenze Capitale (1865-1871) si scelse l'area per erigere la sede della Banca Nazionale nel Regno d'Italia, già Banca Nazionale negli Stati Sardi, durante il trasferimento della direzione generale da Torino a Firenze, avvenuta il 3 febbraio 1865.
Il progetto fu affidato all'architetto napoletano Antonio Cipolla, che si ispirò all'architettura rinascimentale cinquecentesca romana, sia per inserirsi in un contesto storico fortemente segnato da edifici di questo periodo, sia in ossequio a un gusto del tempo che, anche al di fuori di Firenze, identificava lo stile neorinascimentale come particolarmente consono agli edifici bancari, esprimendo solidità, austerità e severità. 
I lavori durarono dal 1865 al 1869. Negli anni immediatamente successivi alla conclusione dei lavori di questo corpo di fabbrica, si deve ipotizzare l'acquisizione da parte della Banca d'Italia anche degli immobili prospicienti borgo degli Albizi, con conseguenti lavori di trasformazione e ammodernamenti, fino a conferire anche a questi il carattere di grande palazzo neorinascimentale (questa volta con una chiara adesione a modelli fiorentini) che ancora oggi mantiene. La capitale venne trasferita a Roma nel 1871, dove fu costruito un nuovo grande palazzo centrale. Il palazzo fiorentino divenne quindi una delle sedi periferiche regionali.

### Il Novecento

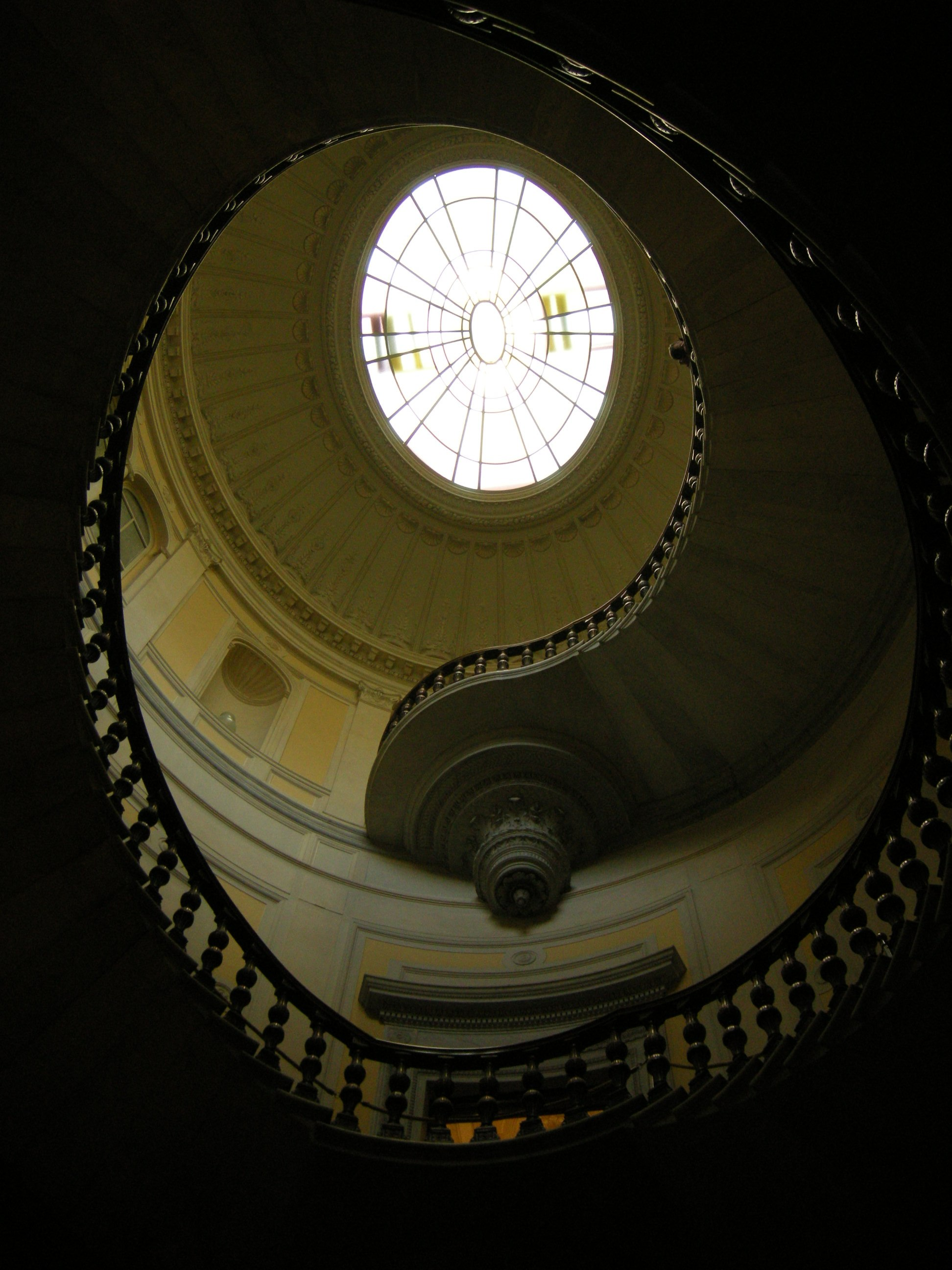
Lo scalone monumentale

La realizzazione in Italia della banca unica d’emissione giunse a compimento soltanto nel 1926, con la Banca d'Italia, costituitasi nel 1893 in seguito alla fusione della Banca Nazionale nel Regno d'Italia, la Banca Nazionale Toscana, la Banca Toscana di Credito (per le Industrie e il Commercio d'Italia), la Banca Romana, quest’ultima messa in liquidazione per illecita emissione di banconote.
Per quanto riguarda il palazzo fiorentino, esso aveva il problema del collegamento tra i due edifici su via dell'Oriolo e Borgo Albizi, originariamente distinti, che si sviluppò nei decenni successivi attraverso molteplici interventi atti a soddisfare contingenti esigenze operative, ma con scarso o nullo valore architettonico e comunque in modo disorganico. 
A tale situazione fece fronte l'intervento di radicale ristrutturazione della parte centrale del complesso, attuato tra il 1969 e il 1974 e che ha conferito unitarietà al sistema (progettazione architettonica e coordinamento degli architetti Giuseppe Giorgio Gori, Carlo Chiappi e Rino Vernuccio con la collaborazione per la progettazione delle strutture degli ingegneri Mauro Cammelli, Vincenzo Michelagnoli e Piero Melucci). Tornando al fronte su via dell'Oriuolo, si segnalano gli interventi di restauro degli intonaci e dei paramenti lapidei degli anni 1972, 1988 e 1999.

## Descrizione

### Prospetto su via dell'Oriuolo
Sul monumentale fronte, organizzato per ben undici assi per tre piani di notevole altezza, è da rilevare la qualità dei materiali impiegati e la cura delle lavorazioni. Ricoperto lungo tutto il piano rialzato di bugnato rustico a baule esteso per 1860 mq, presente delle artistiche cancellate in ferro e, sulle lunette dei due portoni ai lati del centrale, delle coppie di bimbi nudi seduti su cornucopie ai lati dello stemma del Regno d'Italia, eseguiti da Giovanni Bastianini, al quale si devono tutte le sculture decorative. 

### Prospetto su borgo Albizi
È questo l'attuale corpo di fabbrica secondario del grande edificio ottocentesco, presumibilmente eseguito con ulteriori lavori di ampliamento e modifiche dettate dalle necessità di acquisire nuovi spazi a seguito della legge del 10 agosto 1893, quando la Banca Nazionale del Regno assorbì i due Istituti toscani di emissione, la Banca Nazionale Toscana e la Banca Toscana di Credito. 
Nonostante questa porzione sia ben lontana dalla monumentalità del fronte principale, è evidente come anche su questo lato si sia voluto creare uno spazio di immediato impatto, a partire dal grande vestibolo che introduce agli spazi interni. Sulla sinistra del fronte è una memoria del clinico medico Cesare Federici, posta nel 1897.
| ALLA MEMORIA DEL PROF. CESARE FEDERICI CLINICO SAPIENTE CHE AIUTATO DA MOLTA E VARIA COLTURA STUDIÒ TUTTO L'UOMO NE VIDE NELL'INFERMO LA SOLA MATERIA CHE SI DISSOLVE INSEGNÒ CON PLAUSO A CAMERINO A PALERMO E A FIRENZE CARO AI DISCEPOLI FU A LORO ESEMPIO DI MEDICO DOTTO ED UMANO GLI AMICI FIORENTINI ANNUENTE IL COMUNE QUI DOVE ABITÒ CON LA FAMIGLIA AMATISSIMA POSERO QUESTA LAPIDE NEL M.DCCC.XCVII SEN. M. TABARRINI |

### Interni

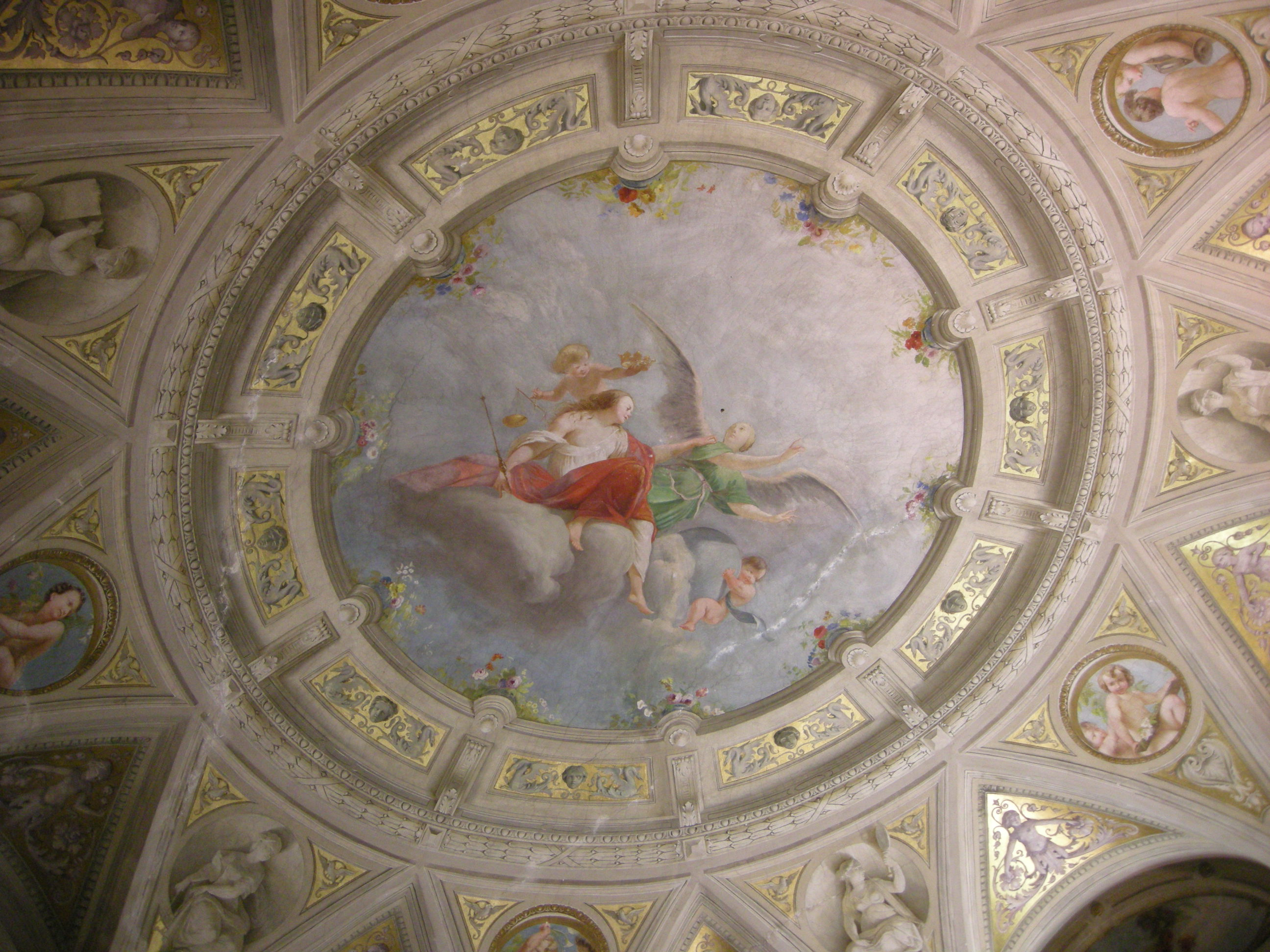
L'ottagono del primo piano

Negli interni è da segnalare il grande atrio principale, con soffitto a cassettoni eseguito dall'ornatista-stuccatore Lodovico Buffi, dove spicca un pronao a quattro colonne di ordine dorico; qui si trova la statua in marmo raffigurante Camillo Benso conte di Cavour di Augusto Rivalta (1870). L'atrio Donatello, che dà accesso allo scalone monumentale, ha la volta abbellita da una decorazione riconducibile a Luigi Samoggia e Luigi Busi.
Di particolare pregio lo scalone monumentale con soffitto decorato dallo scenografo Girolamo Magnani, al tempo ben noto per gli interventi realizzati nei più prestigiosi teatri europei (Madrid, Londra) e degli Stati Uniti (Philadelphia, New York) e direttore scenografo del teatro di Parma. Negli ambienti del piano nobile e del secondo piano, oltre al Magnani, lavorarono i decoratori Luigi Samoggia e Luigi Busi. 
Al piano terreno è ugualmente da segnalare, per la rappresentatività propria del gusto alto borghese del periodo, la biblioteca Carlo Bombrini, con una sala ottagonale decorata sul soffitto a motivi floreali e ritratti nobiliari francesi sei-settecenteschi da Gaetano Lodi.

## Cronologia dei direttori[1]

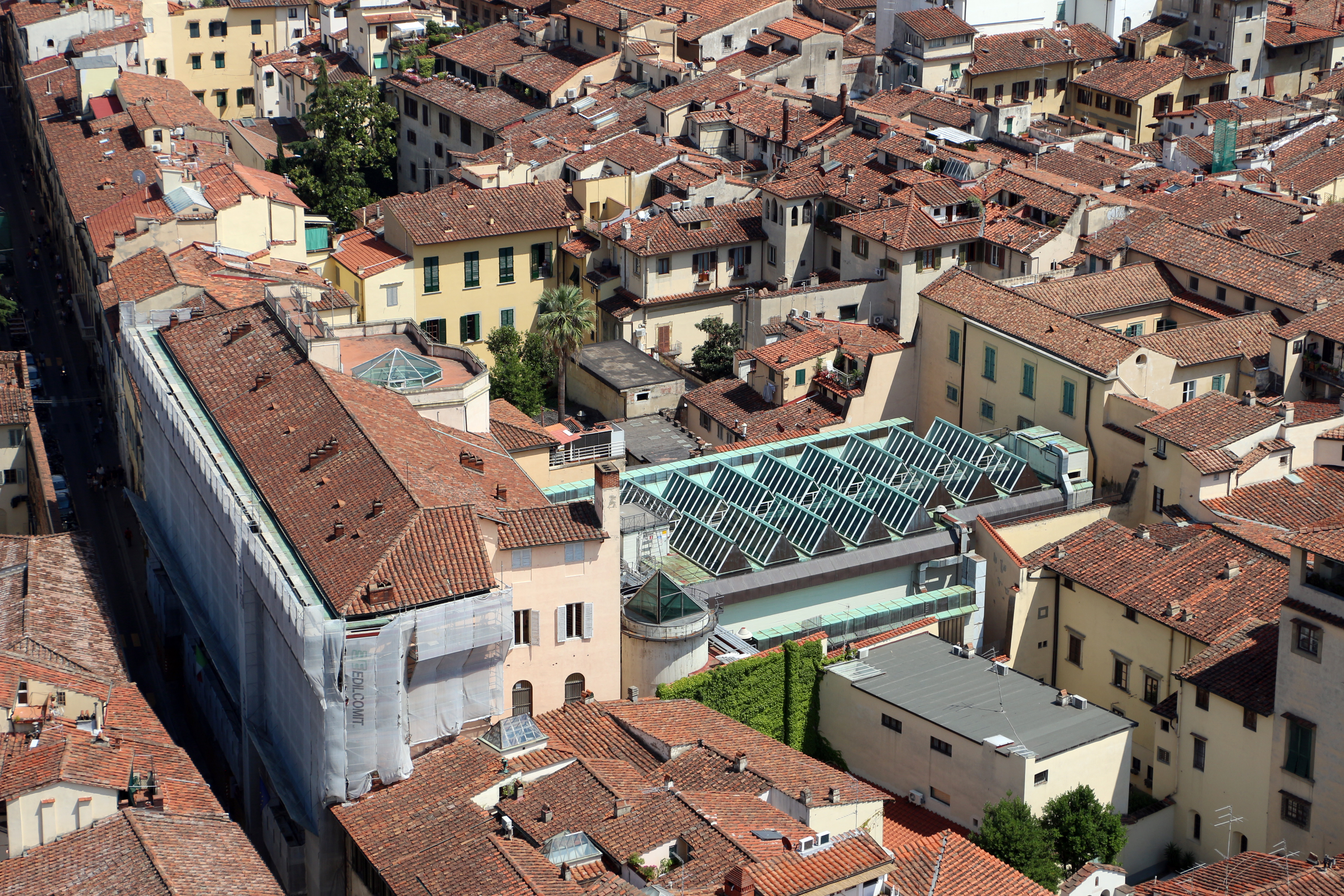
Veduta dalla cupola di Santa Maria del Fiore

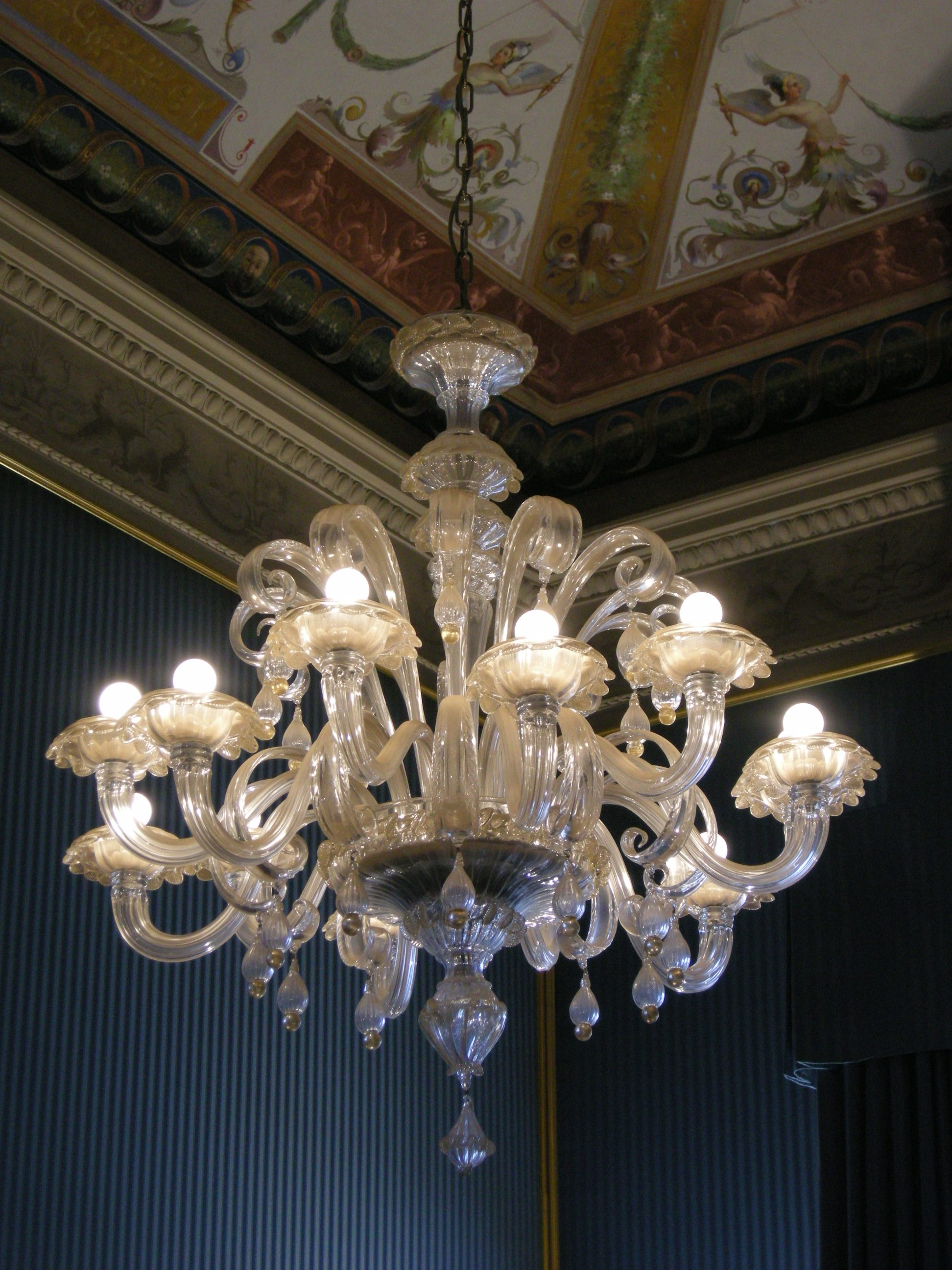
Lampadario in vetro di Murano

- Antonio Monghini, 1865-1867, Banca Nazionale negli Stati Sardi
- Luigi Alberto Pellas, 1867-1892, Banca Nazionale nel Regno d'Italia
- Pompeo Rizzi, 1892-1893
- Pietro Coppi, 1893-1896, Banca d'Italia
- Clemente Ascoli, 1896-1913
- Giovanni Carloni, 1913-1928
- Antonio Ghislotti, 1928-1929
- Tiziano Trevisan, 1929-1946
- Luigi Bernasconi, 1946-1948
- Giovanni Chima, 1948-1949
- Giuseppe Moccia, 1949-1951
- Giovanni Maria Comin, 1951-1954
- Pietro De Luca, 1954-1956
- Mario Buttiglione, 1956-1961
- Alessandro Pilotto, 1961-1966
- Raimondo Palermo, 1966-1970
- Roberto Paolillo, 1970-1974
- Pietro Venturini, 1974-1975
- Francesco Picotti, 1975-1976
- Giuseppe Ughi, 1976-1977
- Giulio Cesare Mazzi, 1977-1982
- Giovanni Marcello, 1982-1986
- Corrado Bongiorno, 1986-1993
- Umberto Barillà, 1993-1997
- Michele Bonaduce, 1997-2000
- Roberto Pepe, 2000-2004
- Roberto Cagnina, 2004-2007
- Agostino Ardissone, 2007-2011
- Vincenzo Umbrella, 2011-2015
- Luisa Zappone, 2015-2017
- Mario Venturi, 2017

## Bibliografia

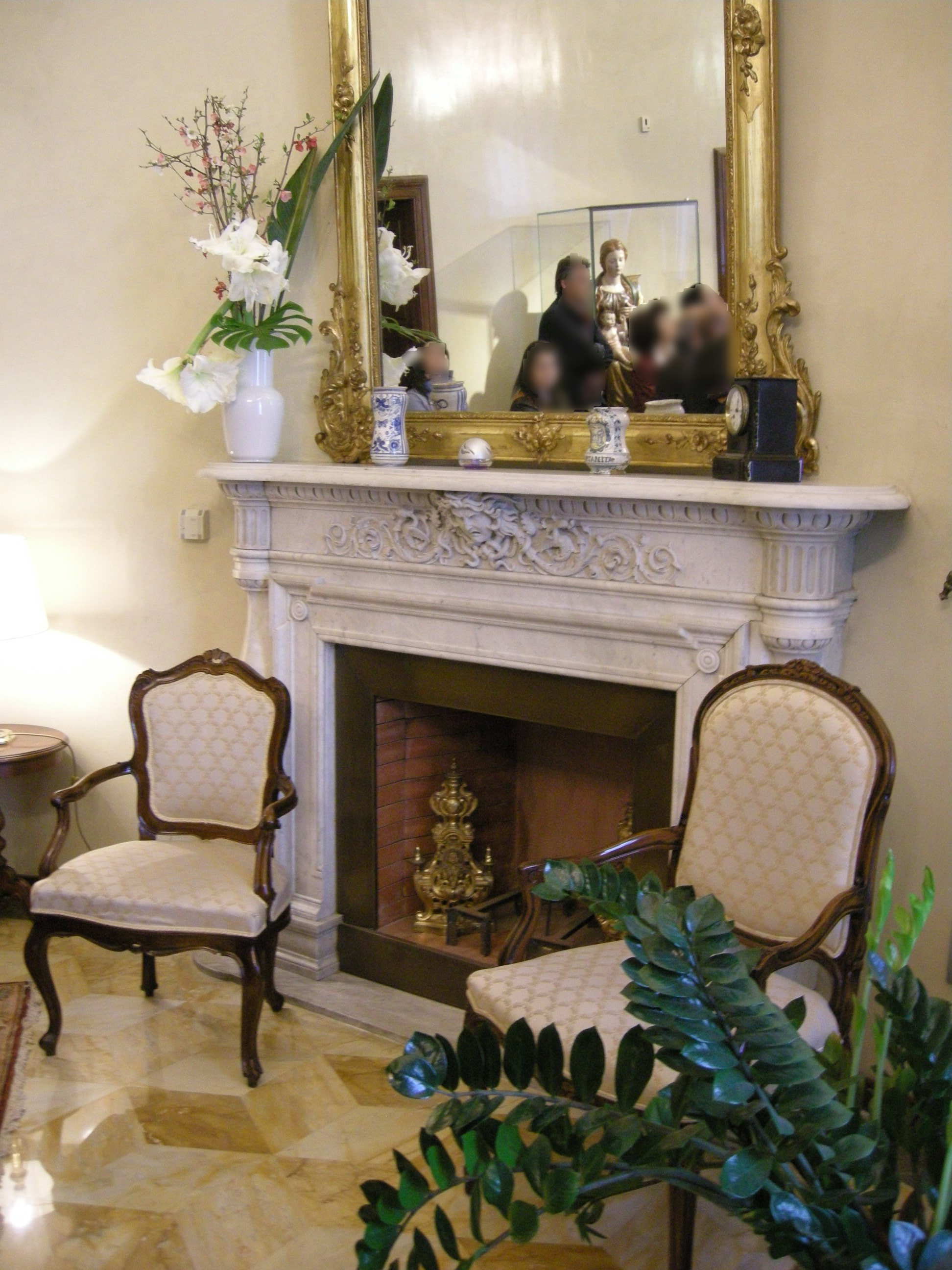
Interni al primo piano

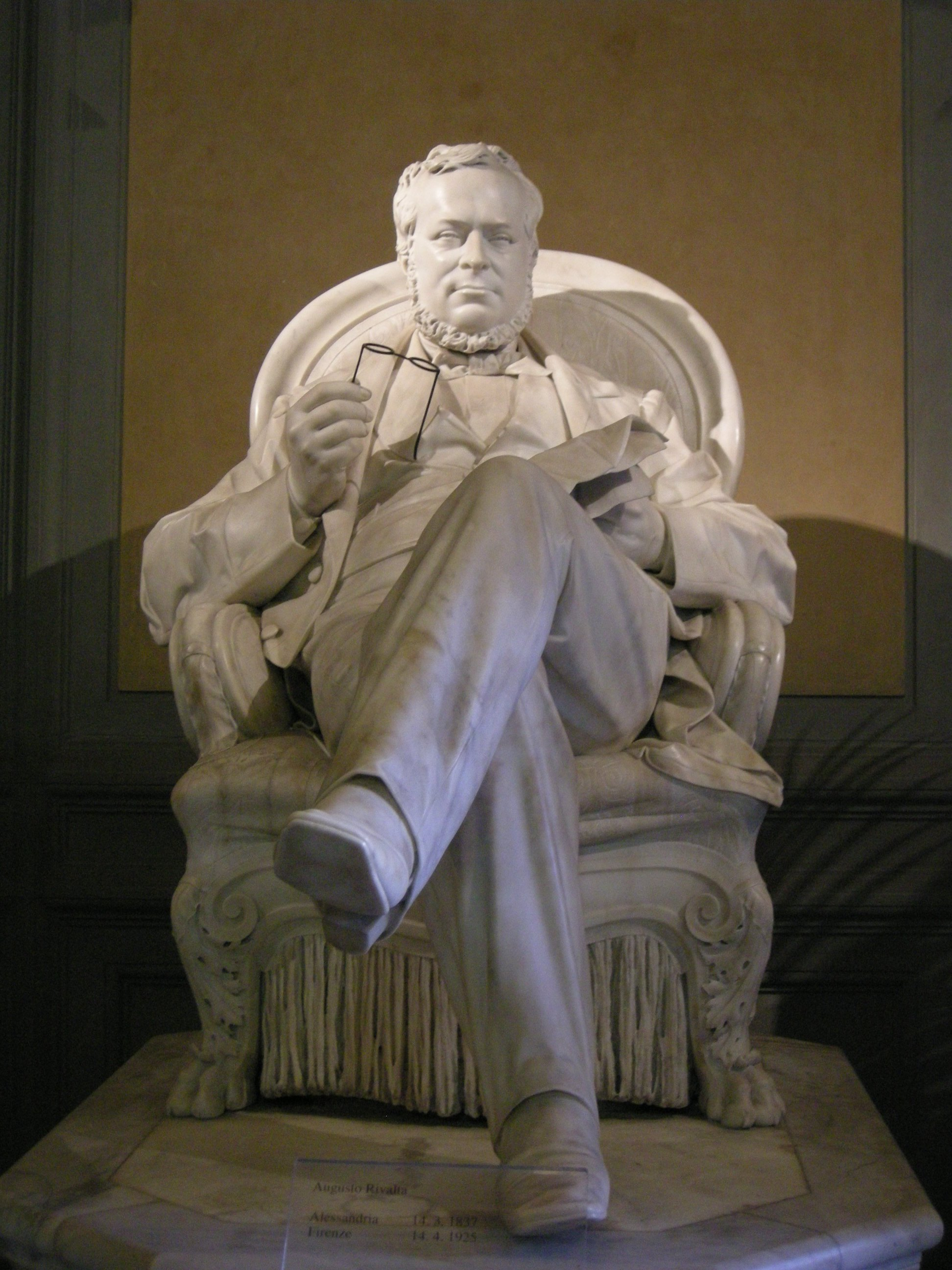
La statua di Cavour di Augusto Rivalta